# Nowa Ruda

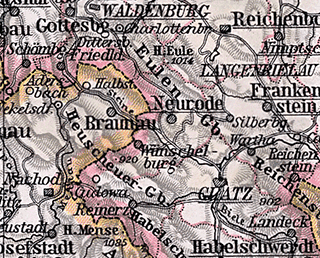
Neurode nordwestlich von Glatz auf einer Landkarte von 1905

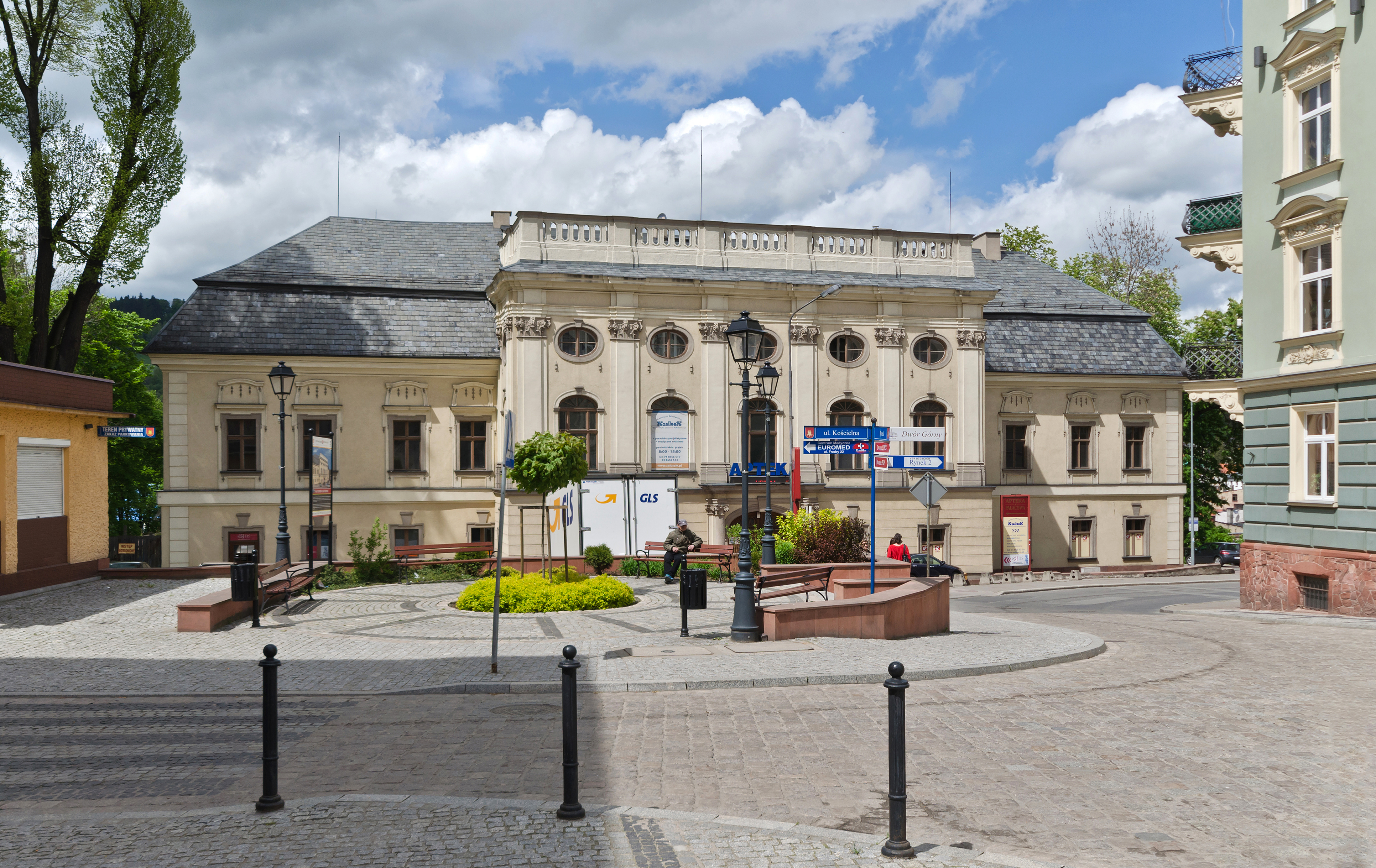
Schloss Neurode

St.-Nikolaus-Kirche

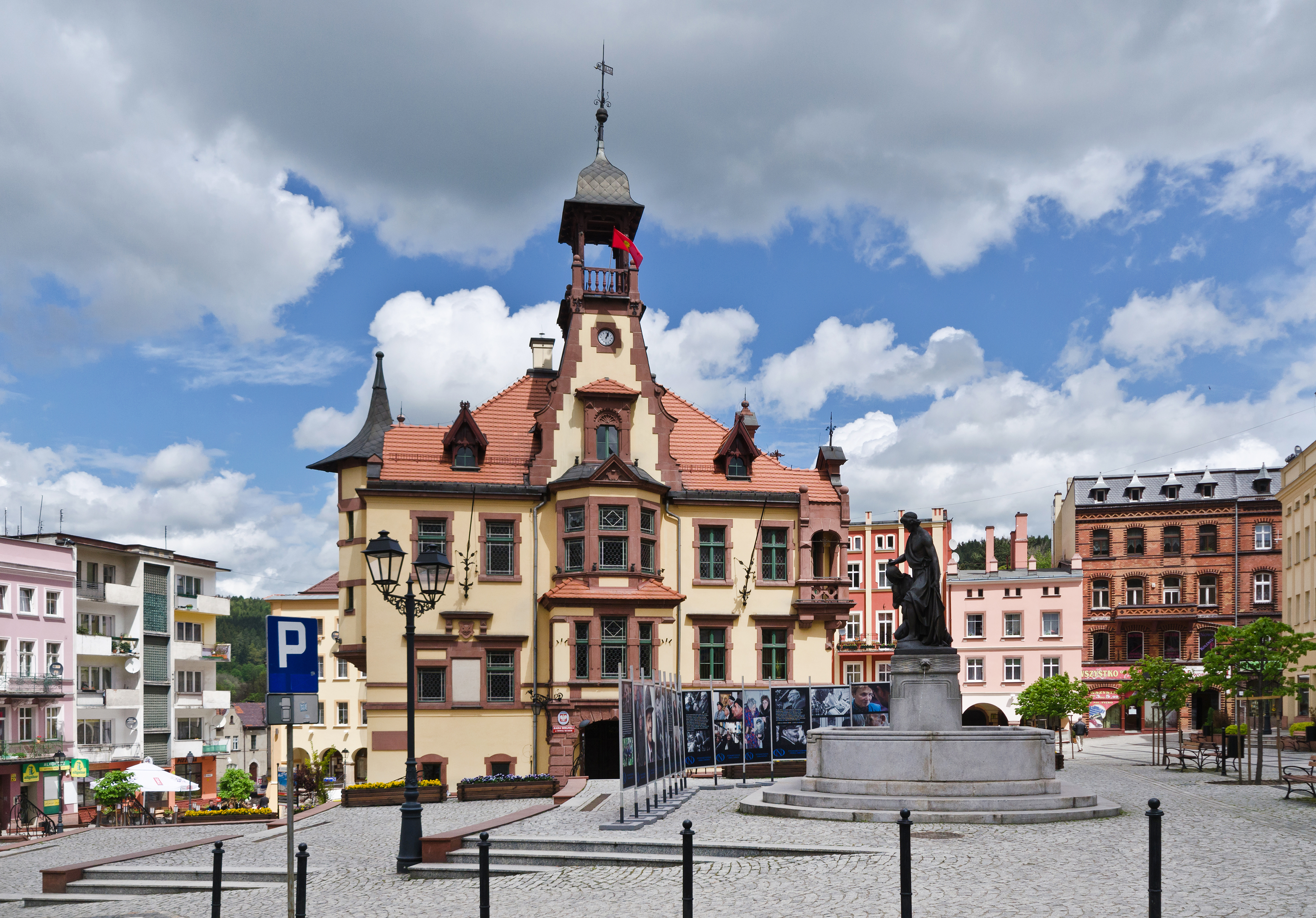
Rathaus

Nowa Ruda ['nɔva 'ruda], deutsch: Neurode (tschechisch Nová Ruda) ist eine Stadt im Powiat Kłodzki der Woiwodschaft Niederschlesien in Polen. Sie ist Sitz der gleichnamigen Landgemeinde. Zur Stadtgemeinde Nowa Ruda gehören unter anderem auch die früher selbständigen Ortschaften Kolno (Kohlendorf), Drogosław (Kunzendorf) und Słupiec (Schlegel).

## Geographische Lage
Die Stadt liegt in Niederschlesien im Nordwesten des Glatzer Kessels am Rand des Eulengebirges. Die Oberstadt mit Ring, Schloss und Pfarrkirche befindet sich am steilen linken Ufer der Włodzica (Walditz), die rund 50 Meter tiefer gelegene Unterstadt liegt im Walditztal.

## Geschichte der Stadt

### Mittelalter
Die Geschichte der Stadt Neurode und ihrer politischen und kirchlichen Zugehörigkeit ist eng verbunden mit der Geschichte der ehemaligen Grafschaft Glatz, zu der Neurode von Anfang an gehörte. Erstmals urkundlich erwähnt wurde es 1337 als „von dem Nevwenrode“ im Zusammenhang mit einem Kirchenpatronat. Für das Jahr 1346 ist die Schreibweise „Neunrod“ und 1352 „Nowinrade“ bzw. „Newenrode“ belegt, dieser auch als Name für das spätere Schloss Neurode. Am 20. September 1352 verkaufte der Grundherr Hannus (Hanns/Hanß) Wustehube den Hof „Newenrode“ mit dem gleichnamigen Städtchen zusammen mit den Dörfern Hausdorf, Königswalde, Kunzendorf, Ludwigsdorf und Volpersdorf an Hensel von Donyn (Dohna). Für das Jahr 1363 ist eine Pfarrkirche belegt. Es entwickelte sich allmählich aus einer Handwerkersiedlung in der Vorstadt, wo schon sehr früh die Heilig-Kreuz-Kirche belegt ist, die auch als bedeutende Wallfahrtsstätte bekannt war.
Während der Hussitenkriege wurde Neurode mehrmals von den Hussiten überfallen und samt Schloss in Schutt und Asche gelegt. 1434 erhielt es von seinem Grundherrn Stadtrechtsgrundsätze. Nach dem Tod des Friedrich von Donyn 1467 fielen Neurode und Mittelsteine als erledigtes Lehen durch Heimfall an den böhmischen König Georg von Podiebrad. Dieser schenkte sie aus Dankbarkeit für geleistete Dienste dem Georg Stillfried-Rattonitz mit der Bedingung, eine der Schwestern des verstorbenen Friedrich von Donyn zu ehelichen. 1472 bestätigte Herzog Heinrich d. Ä. von Münsterberg und zugleich Graf von Glatz war, die Schenkung.

### Frühe Neuzeit
Mitte des 16. Jahrhunderts nahmen die Herren von Stillfried die Reformation an und stellten einen evangelischen Prediger an.
Obwohl die Herren von Stillfried im Ständeaufstand von 1618 auf der Seite des Winterkönigs Friedrich von der Pfalz standen, büßten sie nach der Schlacht am Weißen Berge 1622 nur wenige Güter ein. 1624 kehrte Bernhard I. Stillfried im Zuge der Gegenreformation zum katholischen Glauben zurück und konnte so einer schweren Bestrafung entgehen. Im Dreißigjährigen Krieg wurde Neurode zerstört; zudem wütete 1633 die Pest, an der in Neurode und Umgebung fast 1000 Menschen starben.
Nach dem Ersten Schlesischen Krieg 1742 und endgültig mit dem Hubertusburger Frieden 1763 fiel Neurode zusammen mit der Grafschaft Glatz an Preußen.

### 19. und 20. Jahrhundert
Die Preußischen Reformen hatten nach 1807 zu einer weitgehenden Entmachtung der Grundherren geführt. Aus Verärgerung darüber und auch wegen finanzieller Schwierigkeiten verkaufte Friedrich August von Stillfried 1810 die Herrschaft Neurode an Anton Alexander von Magnis auf Eckersdorf. Da wegen der bestehenden Schulden bereits eine Zwangsverwaltung angeordnet war, konnte die Übertragung der Güter an die Herren von Magnis, die auf ihrem Schloss Eckersdorf residierten, erst 1821 erfolgen. Das Schloss Neurode nutzten sie als Sitz der Güterverwaltung, ab 1899 als Sitz der Bergwerksverwaltung.
Von 1854 bis 1932 war Neurode – durch Teilung des Kreises Glatz – Sitz des Landkreises Neurode. Im Jahr 1879 wurde die Eisenbahnstrecke Glatz–Waldenburg als Teil der Schlesischen Gebirgsbahn eröffnet. Über den Schwarzbachgrund wurde seinerzeit die höchste Eisenbahnbrücke in Preußen errichtet. Diese Brücke ist heute die höchste in Polen. 
In den Jahren 1930 und 1941 erschütterten zwei Bergbau-Katastrophen das Neuroder Revier: Am 9. Juli 1930 erstickten auf dem Schacht Kurt der Wenceslaus-Grube in Hausdorf 151 Bergleute in einem Kohlendioxid-Ausbruch. Ein noch größerer Kohlendioxid-Ausbruch tötete 187 Bergleute am 10. Mai 1941 in der Rubengrube von Kohlendorf.
Als Folge des Zweiten Weltkriegs kam Neurode zusammen mit dem größten Teil Niederschlesiens in polnische Verwaltung. Der erste polnische Bürgermeister war Edward Miernik. Zugleich meldete auch die Tschechoslowakei Ansprüche auf das Gebiet der früheren Grafschaft Glatz an, die bereits früher einmal Teil Böhmens gewesen war. 
Der deutsche Ortsname wurde offiziell in das polnische Nowa Ruda geändert. Die deutsche Bevölkerung wurde in den Jahren 1946 und 1947 mehrheitlich vertrieben. 
Die neu angesiedelten Bewohner waren mehrheitlich Vertriebene aus Ostpolen, das die Sowjetunion annektiert hatte. Nicht ausgewiesen wurden jene Deutsche und ihre Familien, die für das Funktionieren der Wirtschaft unverzichtbar waren. Dabei handelte es sich überwiegend um Bergleute im Steinkohlebergbau. Für die Kinder jener Deutschen wurden ab dem Schuljahr 1951 Schulen mit deutschem Sprachunterricht eingerichtet. In den Jahren 1951/52 erschien zudem die deutschsprachige Zeitschrift Bergmannsgewerkschaft. 
Die meisten der verbliebenen Deutschen konnten Ende der 1950er Jahre infolge der Vermittlung des Deutschen Roten Kreuzes im Wege der Familienzusammenführung Polen verlassen.
Von 1954 bis 1975 war Nowa Ruda Sitz des Powiat Noworudzki, anschließend gehörte es bis 1998 zur Woiwodschaft Wałbrzych.

## Wirtschaftliche Entwicklung
Bereits sehr früh entwickelte sich in Neurode die Tuchmacherei. Die Neuroder Wollenweber erhielten 1360 eine Satzung; für 1404 ist die Zunftordnung der Schuhmacher, für 1416 die Zunftordnung der Tuchmacher nachgewiesen. Um 1600 lieferten die Tuchmacher ihre Erzeugnisse in verschiedene Länder der Habsburgermonarchie, um 1800 sogar nach Italien, Russland und in die Türkei. 1808 gab es in Neurode 450 Tuchmachermeister. Von Bedeutung war zwischen 1780 und 1803 auch die Leinenherstellung. Im 19. Jahrhundert entstanden in und um Neurode mehrere Textilfabriken.
Ab dem 19. Jahrhundert war Neurode ein bedeutender Mittelpunkt des gleichnamigen Bergbaugebietes. Neben Steinkohle wurden Eisenerz, Kupfererze, Schiefer und Gold abgebaut. Die Magnis'sche Bergverwaltung, die seit 1899 ihren Sitz im Schloss Neurode hatte, wurde 1901 in die „Gewerkschaft Neuroder Kohlen- und Tonwerke“ umgewandelt. Diese ging 1921 in den Besitz der Berliner Linke-Hofmann-Lauchhammer AG über. Durch den Bergbau ergab sich eine starke industrielle Entwicklung, die die Ansiedlung weiterer Unternehmen und damit einen wirtschaftlichen Aufschwung sowie eine Verbesserung der Infrastruktur zur Folge hatte. Die Bevölkerungszahl stieg stark an. Nach dem Zweiten Weltkrieg wurde der Bergbau zunächst umfangreich weitergeführt. Wegen Absatzschwierigkeiten wurden die Kohlegruben nach der politischen Wende von 1989 zunehmend unrentabel. Das letzte Steinkohlenwerk wurde im Jahre 2000 geschlossen.

## Sehenswürdigkeiten

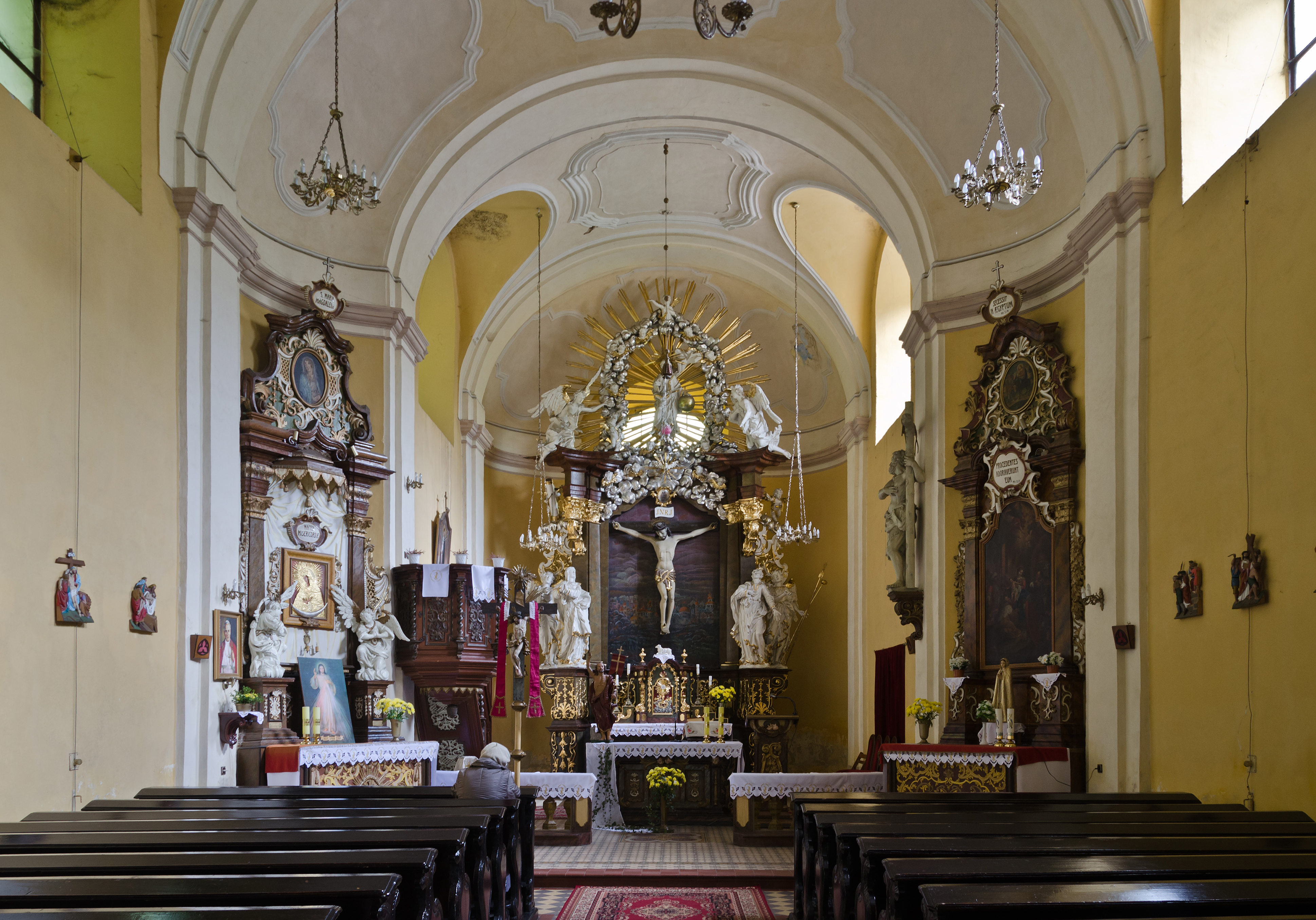
Innenraum der Heilig-Kreuz-Kirche

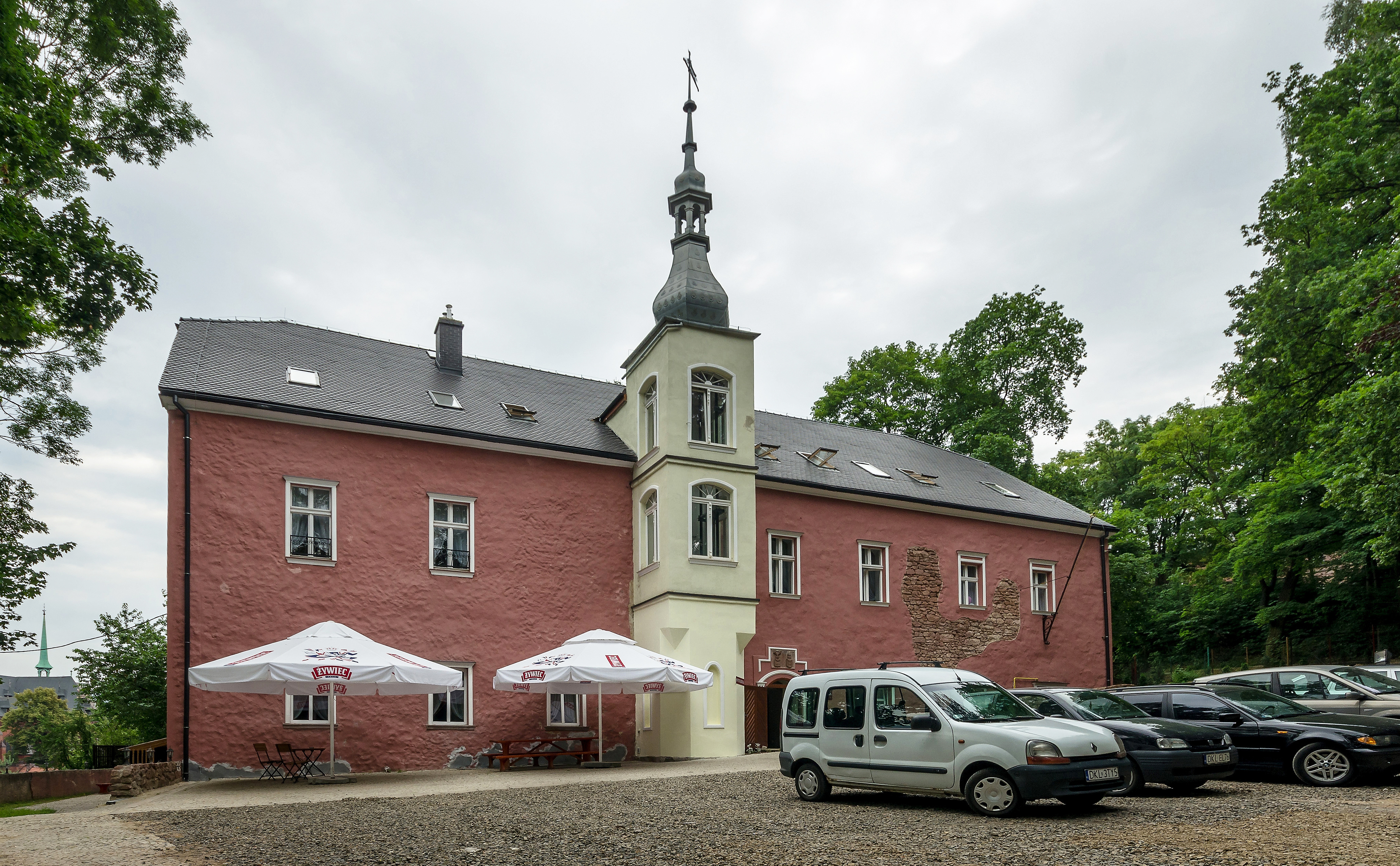
Oberwalditzer Schloss

- Das Rathaus wurde 1892–1894 nach Entwurf des Architekten Ewald Berger in Stil der Neurenaissance errichtet. Die Fassade trägt die Embleme der Gilden der Tuchhändler, der Textilindustrie und des Bergbaus.
- Die Laubengänge der Bürgerhäuser (Schusterlauben, Kunzendorfer Lauben, Marienlauben) stammen aus dem 17. und 18. Jahrhundert. Sie wurden nach dem Zweiten Weltkrieg teilweise dem Verfall preisgegeben.
- Die Pfarrkirche St. Nikolaus wurde anstelle der 1567 erbauten, ursprünglich evangelischen, seit 1624 katholischen Kirche errichtet, die 1884 abgebrannt war. Sie wurde nach Entwurf des Breslauer Diözesanbaumeisters Joseph Ebers 1885–1890 im neugotischen Stil erbaut. Der stilgleiche Hauptaltar, das Chorgestühl und die Kanzel wurden von dem in Schlaney geborenen Architekten Joseph Elsner entworfen und aus seinen Münchner Werkstätten geliefert. Das Hauptaltarbild des hl. Nikolaus und die Gemälde der Seitenaltäre schuf der Altwilmsdorfer Kunstmaler Hieronymus Richter, die ornamentalen Malereien J. Krachwitz aus Frankenstein.
- Die nördlich der Kirche stehende neugotische Grabkapelle wurde 1898 ebenfalls nach Entwurf des Diözesanbaumeisters Joseph Ebers errichtet.
- Die Heilig-Kreuz-Kirche wurde 1726 an der Stelle der ältesten Pfarrkirche errichtet.
- Die Maria-Himmelfahrts-Kirche ist auch unter der Bezeichnung Brüderkirche bekannt. Sie wurde um 1500 als damalige Pfarrkirche St. Nikolaus unter dem Patronat der Gutseigentümer errichtet. Das Patrozinium und die Funktion als Pfarrkirche wurden während der Reformation 1567 auf die neue evangelische Kirche der Oberstadt übertragen, die ab 1624 wieder als katholische Kirche diente. Erst mit der Übertragung an die „Bruderschaft Heimsuchung Mariä“ erhielt sie das Patrozinium Mariä Himmelfahrt. Die Kirche wurde mehrmals umgebaut und renoviert. Der Hauptaltar Mariä Heimsuchung ist aus der ersten Hälfte des 18. Jahrhunderts, der Seitenaltar ist dem böhmischen Landesheiligen Johannes von Nepomuk gewidmet. Die Kirche wurde 1991 grundlegend renoviert.
- Die Wallfahrtskapelle St. Anna auf dem Annaberg wurde 1644 durch den Grundherrn Bernhard von Stillfried anstelle einer während der Reformation abgerissenen Holzkapelle von 1515 errichtet. 1662–1665 erfolgten Umbauten vermutlich nach Plänen von Andrea Carove. Das geschnitzte Gnadenbild der Anna selbdritt ist von 1495. Der Hauptaltar stammt aus dem 17. Jahrhundert.
- Das Schloss Neurode diente seit 1821 den Grafen von Magnis als Sitz der Güterverwaltung, seit 1899 als Sitz der Bergwerksverwaltung.
- Das Oberwalditzer Schloss wurde 1598 für Bernhard von Stillfried-Rattonitz errichtet und nach einem Brand 1823 wiederaufgebaut, 1860 erfolgte ein Umbau im spätklassizistischen Stil mit Elementen der Tudor-Neugotik.
- Die Kirche St. Barbara wurde 1911 erbaut.

## Söhne und Töchter der Stadt
- Ursula Benedix (1922–2014), Politikerin (CDU)
- Petrus Calaminus (1556–1598), evangelischer Theologe
- Leo Christoph (1901–1985), Theologe. Caritasdirektor der Grafschaft Glatz, Großdechant und Kanonischer Visitator
- Thaddäus Conrad (1826–1895), Reichstagsabgeordneter (Zentrum)
- Franz Eckert (1852–1916), Schöpfer der aktuellen japanischen Nationalhymne
- Judith von Eßen (1924–2004), Bildhauerin
- Edyta Geppert (* 1953), polnische Chansonsängerin
- Fritz Jung (1903–1981), Prothetiker und Professor an der Universität Mainz
- Krzysztof Karwowski (* 1971), polnischer Poet
- Friedrich Kayssler (1874–1945), Schriftsteller
- Christa Susanne Dorothea Kleinert (1925–2004), Ökonomin
- Tomasz Leśniowski (* 1968), polnischer Poet
- Karol Maliszewski (* 1960), polnischer Schriftsteller und Poet
- Joachim Graf von Pfeil und Klein Ellguth (1857–1924), Afrikaforscher
- Traugott von Pfeil und Klein-Ellguth (1860–1920), Generalmajor
- Hans Albrecht Freiherr von Rechenberg (1892–1953), Politiker
- Joachim Reinelt (* 1936), emeritierter Bischof von Dresden-Meißen
- Hans Seger (1864–1943), Prähistoriker
- Ernst Seger (1868–1939), Bildhauer und Schöpfer des Neuroder Kaiser-Wilhelm-I.-Denkmals
- Bernhard Simon (Flüchtling) (1945–1963), Todesopfer an der innerdeutschen Grenze
- Werner Steinberg (1913–1992), Schriftsteller
- Johann Joseph II. von Stillfried und Rattonitz (1762–1805), preußischer Kammerherr und Gutsherr in der Grafschaft Glatz in Schlesien
- Maria Suszyńska-Bartman (1906–1991), Schriftstellerin
- Gero Trauth (* 1942), Maler, Grafiker und Designer
- Monika Wielichowska (* 1973), Politikerin, Abgeordnete des Sejm
- Robert Więckiewicz (* 1967), polnischer Schauspieler
- Joseph Wittig (1879–1949), Theologe, Schriftsteller und Heimatforscher
- Heinrich Wolff (1880–1944), Architekt
- Josef Zenker (1832–1907), Historienmaler
- Tobias Zeutschner (1615 oder 1621–1675), Komponist, Organist und Kirchenlieddichter

## Einwohnerentwicklung
| Jahr | Einwohner | Anmerkungen                                                                       |
| ---- | --------- | --------------------------------------------------------------------------------- |
| 1890 | 06.854    | davon 638 Evangelische und 16 Juden                                               |
| 1933 | 10.692    | [ 7 ]                                                                             |
| 1939 | 10.014    | davon 1.198 Evangelische, 8.556 Katholiken, sieben sonstige Christen, keine Juden |

## Kultur
- Noworudzki Klub Literacki Ogma
- Polsko-Czeska Grupa Poeci ’97

## Partnerstädte
Nowa Ruda unterhält mit folgenden Städten Partnerschaften:
- Broumov (Tschechien)
- Castrop-Rauxel (Deutschland)
- Wallers (Frankreich)

## Landgemeinde
Die Stadt Nowa Ruda ist Verwaltungssitz der Landgemeinde Nowa Ruda, gehört ihr aber als eigenständige Stadtgemeinde nicht an. Die Landgemeinde zählt auf einer Fläche von 139,66 km² 11.440 Einwohner (31. Dezember 2020).